# Ленница (приток Большого Тудера)
Ленница — река в России, протекает по Холмскому району Новгородской области. Устье реки находится в 38 км по левому берегу реки Большой Тудер у урочища Полосы. Длина реки составляет 13 км.
У одного из истоков реки стоит деревня Лыткино Тогодского сельского поселения, рядом с рекой деревня Крутые Ручьи.
В реку сбрасывает сточные воды ООО «Межмуниципальное предприятие жилищно-коммунального хозяйства Новжилкоммунсервис», филиал «Водоканал, г. Валдай»

## Данные водного реестра
По данным государственного водного реестра России относится к Балтийскому бассейновому округу, водохозяйственный участок реки — Ловать и Пола, речной подбассейн реки — Волхов. Относится к речному бассейну реки Нева (включая бассейны рек Онежского и Ладожского озера).
Код объекта в государственном водном реестре — 01040200312102000023612.